# California-Leuchtturm
Der California-Leuchtturm (niederländisch Vuurtoren California) ist ein Leuchtfeuer auf der Insel Aruba. Er steht auf dem Hudishibana-Plateau aus der Zeit der ersten indianischen Siedler.

## Geschichte
Der Leuchtturm wurde 1910 von einem französischen Architekten entworfen und zwischen 1914 und 1916 aus heimischem Gestein im Siedlungsgebiet Noord an der Nordwestspitze der Insel errichtet.
Das Bauwerk ist rund 30 Meter (98 Fuß) hoch und das Lampenhaus hat einen Durchmesser von 7,5 Metern (25 Fuß). Seinen Namen erhielt der Leuchtturm nach dem Dampfschiff California, das am 23. September 1891 vor der Küste gesunken war. Der erste Leuchtfeuerwärter war Jacob Jacobs von Curacao, der letzte Federico Fingal von Aruba. Sie taten ihren Dienst von dem Gebäude aus, das heute als Restaurant La Trattoria El Faro Blanco (deutsch: Restaurant am weißen Leuchtturm) dient. Im Jahr 1970 wurde der Betrieb des Leuchtfeuers auf elektrischen Strom umgestellt und automatisiert.
Der Leuchtturm ist umgeben von den Hudishibana-Sanddünen. 2011 erhielt der Turm einen neuen Anstrich. Ursprünglich hatte er einen weißen Außenputz und war auch als Faro Blanco bekannt. Er gilt als Sehenswürdigkeit und ist als Wahrzeichen der Insel ein beliebter Ausflugspunkt bei den Autosafaris der Touristen.
Im Jahr 2015 wurde das denkmalgeschützte Gebäude an den Monuments Fund Aruba übertragen, der es renovieren ließ. Nach der Fertigstellung wurde der Leuchtturm am 26. August 2016 offiziell wieder eröffnet, nachdem er viele Jahre gesperrt war. Seit 5. September 2016 kann er von Touristen wieder bestiegen werden.

## Sonstiges
Dem California-Leuchtturm wurde 2010 eine Sonder-Münze aus Silber mit einem Nominal von 5 Aruba-Florin gewidmet.